# Ilimanaq
Ilimanaq (o Claushavn) è un piccolo villaggio della Groenlandia di 53 abitanti (gennaio 2020), fondato nel 1741. Si trova sulla costa della Baia di Disko, a 69°05'N 51°07'O; appartiene al comune di Avannaata.